# Врата Темряви
Врата Темряви — фільм 2019 року спільного виробництва США, Франції та Непалу. Режисер та продюсер Дон Е. Фонт Лерой; сценаристи Роберт Хікман і Леслі-Енн Дау.

## Зміст
Драматична таємнича історія, в якій переслідуваний підліток піддається страхітливому екзорцизму заради надії розкрити лякаючі секрети про церкву та свою сім'ю.

## Знімались
- Ренді Шеллі
- Тобін Белл
- Джон Севедж
- Едріенн Барбо
- Мері Моусер
- Александра Девіс
- Леслі-Анн Даун
- Брендон Бімер
- Зен Геснер
- Еліму Нельсон
- Аліша Бое